# Saison 1 de Lie to Me
Chronologie
Saison 2
Cet article présente les treize épisodes de la première saison de la série télévisée américaine Lie to Me.

## Synopsis
Le Dr Cal Lightman, psychologue expert en détection de mensonges par l'analyse de « micro-expressions », vend les services de son équipe aux services de l'État américain pour les aider à résoudre des enquêtes criminelles et civiles particulièrement difficiles à analyser.

## Distribution

### Acteurs principaux
- Tim Roth (VF : Nicolas Marié) : Dr Cal Lightman
- Kelli Williams (VF : Laura Préjean) : Dr Gillian Foster
- Monica Raymund (VF : Anne Dolan) : Ria Torres
- Brendan Hines (VF : Jean-Pierre Michaël) : Eli Loker

### Acteurs récurrents
- Hayley McFarland (VF : Kelly Marot) : Emily Lightman
- Mekhi Phifer (VF : Didier Cherbuy) : Ben Reynolds
- Jennifer Beals (VF : Danièle Douet) : Zoe Landau, avocate et ex-femme de Cal Lightman
- Kristen Ariza (VF : Maïté Monceau) : Heidi, la réceptionniste du groupe Lightman
- Tim Guinee (VF : Pierre-François Pistorio) : Alec Foster, l'ex-mari de Gillian
- Sean Patrick Thomas (VF : Tony Marot) : Karl Dupree, un agent du Secret Service avec qui Ria Torres aura une brève relation

### Invités
- Tyrees Allen (en) (VF : Benoît Allemane) : Chairman Baldridge (épisode 1)
- Tim Griffin (VF : Éric Aubrahn) : principal Tom Castle (épisode 1)
- Scott Paulin (VF : Bernard Tiphaine) : Gerald Cole (épisode 1)
- Jake Thomas (VF : Yoann Sover) : James Cole (épisode 1)
- Robert Wisdom (VF : Jean-Louis Faure) : Bonds (épisode 1)
- David Anders (VF : Denis Laustriat) : sergent Scott Emerson (épisode 2)
- Alicia Lagano (VF : Marjorie Frantz) : Sheila Lake (épisode 2)
- Mekenna Melvin (VF : Léa Gabrièle) : Stefanie Fife (épisode 3)
- April Parker Jones (en) (VF : Annie Milon) : Mme Jonas (épisode 3)
- Sarah Ramos (VF : Adeline Chetail) : Riley Berenson (épisode 3)
- Anthony Ruivivar (VF : Luc Boulad) : un agent du FBI (épisode 3)
- Sasha Roiz (VF : Tony Joudrier) : capitaine Markov (épisode 3)
- Tom Verica (VF : Patrick Borg) : lieutenant Paul Aronson (épisode 4)
- Amanda Schull (VF : Sybille Tureau) : Phoebe Headling (épisode 4)
- Jake Johnson : Howard Crease (épisode 4)
- Kelvin Han Yee (VF : Jean-Louis Faure) : l'ambassadeur Park Jung-Soo (épisode 4)
- Patrick Cavanaugh (VF : Charles Pestel) : Garrett Craywood (épisode 4)
- Brian Tee (VF : Patrick Mancini) : le garde du corps (épisode 4)
- Antonio Fargas : M. Mitchell (épisode 5)
- Troy Winbush (VF : Gilles Morvan) : Wallace (épisode 5)
- Mahershala Ali (VF : Gilles Morvan) : l’inspecteur Don Hughes (épisode 6)
- Stacy Edwards (VF : Natacha Muller) : Dr Christina Knowlton (épisode 6)
- Andrew Rothenberg (VF : Fabien Jacquelin) : Kevin Rich (épisode 6)
- Bradford Tatum (VF : Emmanuel Karsen) : Peter Burch (épisode 6)
- Rick Hoffman (VF : Daniel Lafourcade) : Peters (épisode 7)
- D. W. Moffett (VF : Pierre Tessier) : Dr Jeffrey Buchanan (épisode 7)
- Daniel Benzali (VF : Vincent Grass) : Joseph Hollin (épisode 8)
- Michael B. Silver (VF : Laurent Morteau) : l’avocat de Personick (épisode 8)
- Fredric Lehne (VF : Patrick Poivey) : Kevin Warren (épisode 9)
- Virginia Williams (VF : Chantal Baroin) : Nadia Dawson (épisode 9)
- James MacDonald (VF : Jérôme Pauwels) : l’inspecteur Riley (épisode 10)
- Currie Graham (VF : Guy Chapellier) : Eric Kuransky (épisode 11)
- D. B. Woodside (VF : Serge Faliu) : Henry Strong (épisode 11)
- Jonno Roberts (VF : David Krüger) : Milo (épisode 12)
- Clea DuVall (VF : Vanina Pradier) : Mme Russell (épisode 12)
- Jonathan Banks : l’agent Richard Squire (épisode 13)
- Matthew Del Negro (VF : Pierre Tessier) : Dr Young (épisode 13)
- Bernard White (VF : Jean-Claude Donda) : l’Imam Amir Hadad (épisode 13)

## Liste des épisodes

### Épisode 1:Les Affres de la tentation
- États-Unis /  Canada : 21 janvier 2009 sur FOX / Global[1]
- Belgique :
  - 27 juillet 2009 sur Be TV
  - 12 janvier 2010 sur RTL-TVI
- Suisse : 7 mars 2010 sur TSR1
- France : 29 avril 2010 sur M6
- Québec : 2 septembre 2009 sur V

- États-Unis : 12,37 millions de téléspectateurs[2] (première diffusion)
- France : 3,8 millions de téléspectateurs (première diffusion)

### Épisode 2:Amnésie morale
- États-Unis : 28 janvier 2009 sur FOX
- Belgique :
  - 27 juillet 2009 sur Be TV
  - 12 janvier 2010 sur RTL-TVI
- Suisse : 14 mars 2010 sur TSR1
- France : 29 avril 2010 sur M6
- Québec : 9 septembre 2009 sur V

- États-Unis : 12,20 millions de téléspectateurs[3] (première diffusion)
- France : 3,9 millions de téléspectateurs (première diffusion)

### Épisode 3:Le Prix de la perfection
- États-Unis : 4 février 2009 sur FOX
- Belgique : 3 août 2009 sur Be TV
- Suisse : 14 mars 2010 sur TSR1
- France : 29 avril 2010 sur M6
- Québec : 16 septembre 2009 sur V

- États-Unis : 12,99 millions de téléspectateurs[4] (première diffusion)
- France : 3,3 millions de téléspectateurs (première diffusion)

- Anthony Ruivivar (FBI Agent Dardis)

### Épisode 4:Pour le meilleur…
- États-Unis : 18 février 2009 sur FOX
- Belgique : 3 août 2009 sur Be TV
- Suisse : 21 mars 2010 sur TSR1
- France : 6 mai 2010 sur M6
- Québec : 23 septembre 2009 sur V

- États-Unis : 11,09 millions de téléspectateurs[5] (première diffusion)
- France : 3,8 millions de téléspectateurs (première diffusion)

### Épisode 5:Rien n'est absolu
- États-Unis : 4 mars 2009 sur FOX
- Belgique : 10 août 2009 sur Be TV
- Suisse : 21 mars 2010 sur TSR1
- France : 6 mai 2010 sur M6
- Québec : 30 septembre 2009 sur V

- États-Unis : 10,20 millions de téléspectateurs[6] (première diffusion)
- France : 3,7 millions de téléspectateurs (première diffusion)

- Antonio Fargas (Mr. Mitchell, le grand-père du pompier mort)

### Épisode 6:Amour maternel
- États-Unis : 11 mars 2009 sur FOX
- Belgique : 10 août 2009 sur Be TV
- Suisse : 28 mars 2010 sur TSR1
- France : 6 mai 2010 sur M6
- Québec : 7 octobre 2009 sur V

- États-Unis : 11,25 millions de téléspectateurs[7] (première diffusion)
- France : 3 millions de téléspectateurs (première diffusion)

- Mahershala Ali (Détective Don Hughes)
- Christine Adams (Farida Mugisha)

### Épisode 7:Question de conscience
- États-Unis : 18 mars 2009 sur FOX
- Belgique : 17 août 2009 sur Be TV
- Suisse : 28 mars 2010 sur TSR1
- France : 20 mai 2010 sur M6
- Québec : 14 octobre 2009 sur V

- États-Unis : 10,26 millions de téléspectateurs[8] (première diffusion)

### Épisode 8:La Mort dans l'âme
- États-Unis : 1er avril 2009 sur FOX
- Belgique : 17 août 2009 sur Be TV
- Suisse : 11 avril 2010 sur TSR1
- France : 20 mai 2010 sur M6
- Québec : 21 octobre 2009 sur V

- États-Unis : 9,18 millions de téléspectateurs[9] (première diffusion)

### Épisode 9:Un mensonge de trop
- États-Unis : 8 avril 2009 sur FOX
- Belgique : 24 août 2009 sur Be TV
- Suisse : 18 avril 2010 sur TSR1
- France : 20 mai 2010 sur M6
- Québec : 28 octobre 2009 sur V

- États-Unis : 8,56 millions de téléspectateurs[10] (première diffusion)

### Épisode 10:La Vie comme elle est
- États-Unis : 22 avril 2009 sur FOX
- Belgique : 24 août 2009 sur Be TV
- Suisse : 18 avril 2010 sur TSR1
- France : 27 mai 2010 sur M6
- Québec : 4 novembre 2009 sur V

- États-Unis : 7,97 millions de téléspectateurs[11] (première diffusion)

- Jennifer Beals (Zoe Landau)

### Épisode 11:Infiltrés
- États-Unis : 29 avril 2009 sur FOX
- Belgique : 31 août 2009 sur Be TV
- Suisse : 25 avril 2010 sur TSR1
- France : 27 mai 2010 sur M6
- Québec : 11 novembre 2009 sur V

- États-Unis : 7,75 millions de téléspectateurs[12] (première diffusion)

- Kevin Tighe (Fletcher Bellwood)

### Épisode 12:L'Imitateur
- États-Unis : 6 mai 2009 sur FOX
- Belgique : 7 septembre 2009 sur Be TV
- Suisse : 25 avril 2010 sur TSR1
- France : 27 mai 2010 sur M6
- Québec : 18 novembre 2009 sur V

- États-Unis : 8,68 millions de téléspectateurs[13] (première diffusion)

### Épisode 13:Sacrifice
- États-Unis : 13 mai 2009 sur FOX
- Belgique : 14 septembre 2009 sur Be TV
- Suisse : 2 mai 2010 sur TSR1
- France : 3 juin 2010 sur M6
- Québec : 25 novembre 2009 sur V

- États-Unis : 8,46 millions de téléspectateurs[14] (première diffusion)